# Megachile pinguicula
Megachile pinguicula är en biart som beskrevs av Pasteels 1965. Megachile pinguicula ingår i släktet tapetserarbin, och familjen buksamlarbin. Inga underarter finns listade i Catalogue of Life.